# Natación en los Juegos Olímpicos de Pekín 2008 – 100 metros espalda masculino
El evento de 100 metros espalda masculino en los Juegos Olímpicos de Pekín 2008 tuvo lugar del 10 al 12 de agosto en el Centro Acuático Nacional de Pekín.

## Récords
Antes de esta competición, el récord mundial y olímpico existentes eran los siguientes:
| Récord mundial  | Aaron Peirsol | 52,89 | Omaha, Estados Unidos | 01/07/2008 |
| Récord olímpico | Aaron Peirsol | 53,45 | Atenas, Grecia        | 21/08/2004 |

Los siguientes récords olímpicos fueron establecidos durante esta competición:
| Fecha      | Evento      | Nombre           | País           | Tiempo | Récord |
| ---------- | ----------- | ---------------- | -------------- | ------ | ------ |
| 10/08/2008 | Serie 4     | Matt Grevers     | Estados Unidos | 53,41  | RO     |
| 11/08/2008 | Semifinal 1 | Arkadi Viachanin | Rusia          | 53,06  | RO     |
| 11/08/2008 | Semifinal 2 | Hayden Stoeckel  | Australia      | 52,97  | RO     |
| 12/08/2008 | Final       | Aaron Peirsol    | Estados Unidos | 52,54  | RM, RO |

## Resultados

### Semifinales

#### Semifinal 1
| Pos. | Calle | Nombre            | País        | Tiempo | Notas     |
| ---- | ----- | ----------------- | ----------- | ------ | --------- |
| 1    | 4     | Arkadi Viachanin  | Rusia       | 53,06  | Q, RO, EU |
| 2    | 5     | Aschwin Wildeboer | España      | 53,51  | Q         |
| 3    | 3     | Liam Tancock      | Reino Unido | 53,61  | Q         |
| 4    | 2     | Junichi Miyashita | Japón       | 53,69  | Q, AS     |
| 5    | 7     | Tomomi Morita     | Japón       | 53,95  |           |
| 6    | 8     | Gregor Tait       | Reino Unido | 54,37  |           |
| 7    | 6     | Ľuboš Križko      | Eslovaquia  | 54,38  |           |
| 8    | 1     | Mirco di Tora     | Italia      | 54,92  |           |

#### Semifinal 2
| Pos. | Calle | Nombre           | País           | Tiempo | Notas |
| ---- | ----- | ---------------- | -------------- | ------ | ----- |
| 1    | 6     | Hayden Stoeckel  | Australia      | 52,97  | Q, RO |
| 2    | 4     | Matt Grevers     | Estados Unidos | 52,99  | Q     |
| 3    | 5     | Aaron Peirsol    | Estados Unidos | 53,56  | Q     |
| 4    | 2     | Ashley Delaney   | Australia      | 53,76  | Q     |
| 5    | 1     | Markus Rogan     | Austria        | 53,80  |       |
| 6    | 3     | Gerhard Zandberg | Sudáfrica      | 53,98  |       |
| 7    | 7     | Stanislav Donets | Rusia          | 54,57  |       |
| 8    | 8     | Guy Barnea       | Israel         | 54,93  |       |

### Final
| Pos.              | Calle | Nombre            | País           | Tiempo | Notas  |
| ----------------- | ----- | ----------------- | -------------- | ------ | ------ |
| Medalla de oro    | 2     | Aaron Peirsol     | Estados Unidos | 52,54  | RM, RO |
| Medalla de plata  | 5     | Matt Grevers      | Estados Unidos | 53,11  |        |
| Medalla de bronce | 3     | Arkadi Viachanin  | Rusia          | 53,18  |        |
| Medalla de bronce | 4     | Hayden Stoeckel   | Australia      | 53,18  |        |
| 5                 | 8     | Ashley Delaney    | Australia      | 53,31  |        |
| 6                 | 7     | Liam Tancock      | Reino Unido    | 53,39  | RN     |
| 7                 | 6     | Aschwin Wildeboer | España         | 53,51  |        |
| 8                 | 1     | Junichi Miyashita | Japón          | 53,99  |        |